# تأجير سيارات
وكالة تأجير السيارات هي الشركة التي تؤجر السيارات لفترات قصيرة من الزمن، وتتراوح عادةً من بضع ساعات إلى بضعة أسابيع وأحيانا تمتد لشهور؛ بناء على العقد المتفق عليه بين الشركة والمستأجر. غالبًا ما يتم تنظيمها مع العديد من الفروع المحلية، وتقع في المقام الأول بالقرب من المطارات أو مناطق المدينة المزدحمة وغالباً ما تمتلك موقع إلكتروني يسمح بالحجز عبر الإنترنت.
تخدم وكالات تأجير السيارات في المقام الأول الأشخاص الذين يحتاجون إلى سيارة مؤقتة، على سبيل المثال، أولئك الذين لا يملكون سيارتهم الخاصة، أو المسافرين خارج المدينة أو خارج الدولة، أو أصحاب المركبات المعطلة. الذين ينتظرون حتى يتم إصلاحها. قد تخدم وكالة تأجير السيارات احتياجات نقل البضائع أو الأفراد، من خلال استئجار شاحنات صغيرة أو شاحنات كبيرة في أسواق (أماكن)  معينة، قد تُقدم أنواع أخرى من المركبات مثل الدراجات النارية.
إلى جانب التأجير الأساسي للسيارة، تقدم وكالات تأجير السيارات أيضاً منتجات إضافية (خدمات أو امتيازات ) ترافق السيارة عند تأجيرها مثل التأمين، أنظمة ملاحة، نظام تحديد المواقع العالمي (GPS)، وسائل للترفيه كالهواتف المحمولة وشبكة واي فاي، إضافة إلى مقاعد السلامة للأطفال.

## التاريخ
يرجع تاريخ أقدم عملية تأجير سيارات إلى عام 1906، تأسست شركة Sixt الألمانية لتأجير السيارات عام 1912 تحت اسم Sixt Autofahrten und Selbstfahrer (Sixt Car Cruises and Self Drivers). حيث كانت السيارات تستأجر بسائق خاص.
في عام 1916؛ أسس جو سوندرز (وهو مواطن أمريكي من أوماها، نبراسكا) شركة لتأجير السيارات وكانت تضم سيارة واحدة مستأجرة من طراز (فورد تي)، بحلول عام 1917 كانت شركته Ford Livery تستأجر 18 سيارة من نفس الطراز بسعر 10 سنتات لكل ميل. تغير اسم الشركة إلى (Saunders Drive-It-Yourself System)، ثم تغير مرة أخرى إلى سوندرز (Saunders System). بحلول عام 1926 توسعت الشركة لتقدم خدماتها في 56 مدينة. في عام 1955 بيعت شركة سوندرز إلى شركة Avis.
كان والتر إل جاكوبس من أوائل المنافسين لشركة (سوندرز)، افتتح شركة Rent-a-Car ومقرها شيكاغو عام 1918 وكان يملك اثنتي عشرة سيارة من طراز (فورد تي). في عام 1923 اشترى جون د. هيرتز الشركة.
في بريطانيا، بدأت شركة Godfrey Davis التي تأسست عام 1920 في تأجير السيارات. وفي عام 1981 اشترتها شركة Europcar. [بحاجة لمصدر] في الولايات المتحدة كان القطاع يتوسع بسرعة، في عام 1926 جمعت جمعية Driveurself الأمريكية أكثر من 1200 مندوب في شيكاغو.
أدى النمو في السفر بعد الحرب العالمية الثانية إلى إنشاء العديد من الشركات العالمية المعروفة، بما في ذلك،National Car Rental (1947) Europcar (1949)، Enterprise Rent-A-Car (1957)، Thrifty Rent A Car (1958)، والميزانية لتأجير السيارات (1958).

## نماذج الأعمال

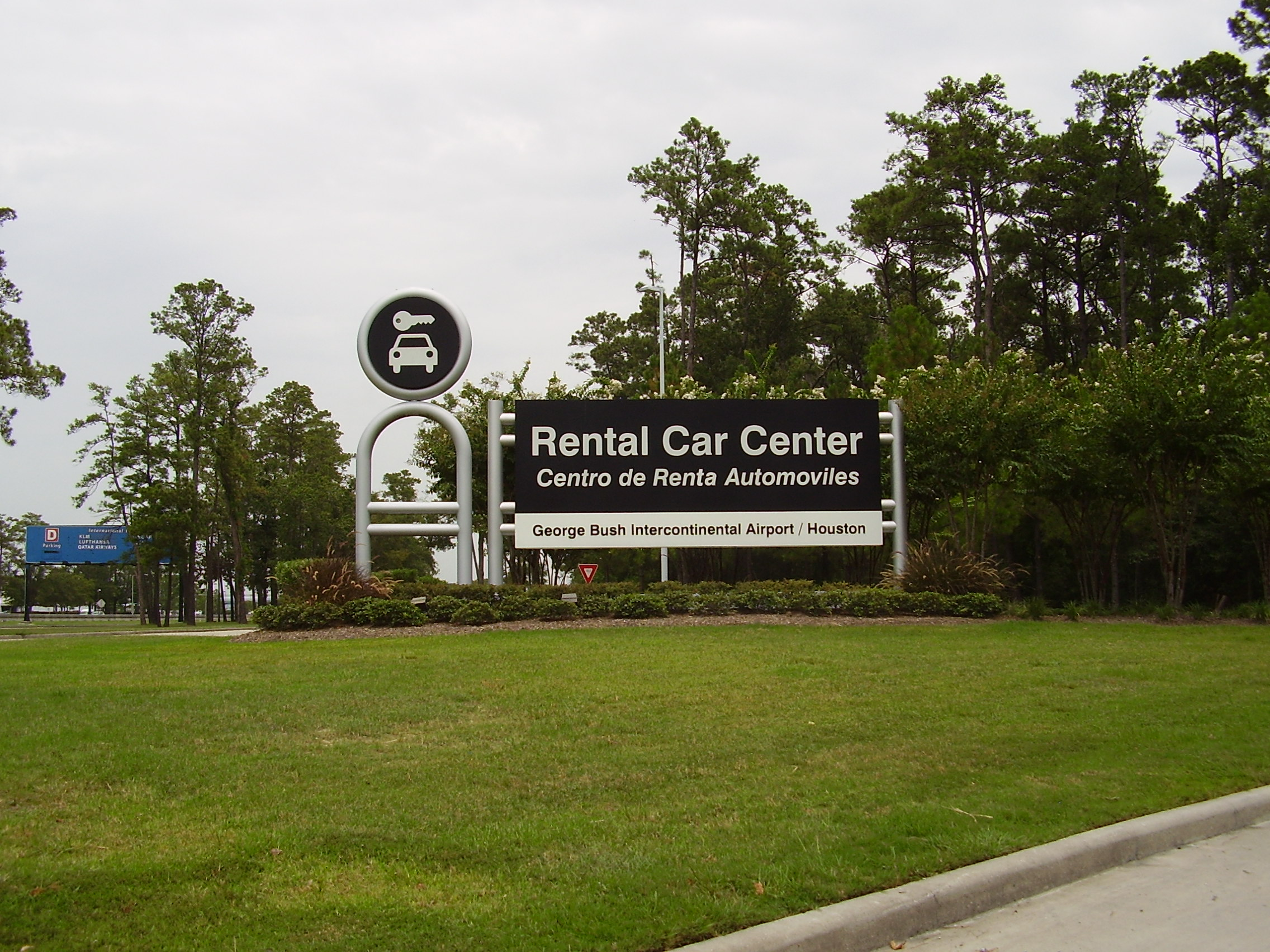
مركز تأجير السيارات في مطار جورج بوش الدولي

تعمل شركات تأجير السيارات عن طريق شراء أو استئجار عدد من مركبات الأسطول وتأجيرها لعملائها مقابل رسوم. يمكن تنظيم أساطيل التأجير بعدة طرق، يمكن أن تكون مملوكة بالكامل (تُعرف باسم «المركبات الخطرة» لأن مشغلي تأجير السيارات يخاطرون بقيمة السيارة وخاصة عند بيع السيارة بعد إزالتها من الخدمة)، يمكن تأجيرها، أو يمكن أن تكون مملوكة بموجب برنامج إعادة شراء مضمون يتم ترتيبه مباشرة من خلال الذراع المالية للشركة المصنعة أو الشركة المصنعة (تُعرف باسم «مركبات إعادة الشراء» لأن الشركة المصنعة تحدد السعر الدقيق للبيع الأصلي وإعادة الشراء في النهاية من مصطلح محدد).
في المملكة المتحدة، يمكن إخفاء تسجيل تأجير السيارات باستخدام الأحرف الأولى أو الشركات التابعة غير المألوفة، الأمر الذي يمكن أن يزيد من قيمة إعادة البيع عبر الشركة المصنعة أو وكلاء الطرف الثالث.
في أمريكا الشمالية، من الشائع أن ترى شركات التأجير مع تجار السيارات المستعملة التي تحمل علامتها التجارية حيث يتم بيع مخزون التأجير السابق مباشرة للعملاء. وبدلاً من ذلك، غالبًا ما تستخدم المزايدات في الولايات المتحدة ومع ظهور المنصات الرقمية، قامت شركات السيارات المستأجرة ببيع المركبات بشكل متزايد إلى تجار السيارات الجديدة والمستعملة متجاوزين قنوات المزاد.

## أنواع المركبات

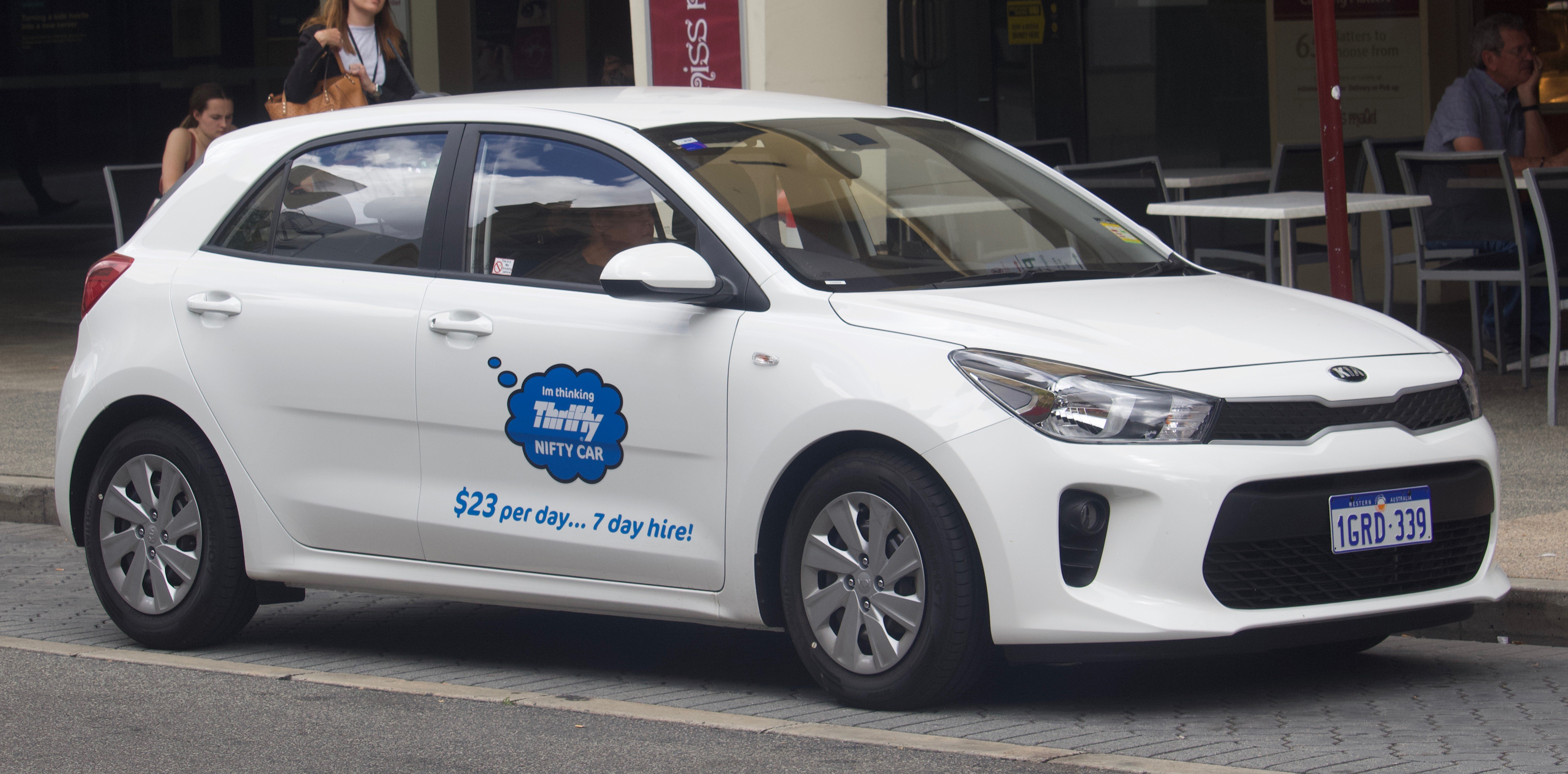
تأجير سيارة كيا ريو من Thrifty

تقدم معظم مكاتب تأجير السيارات مجموعة من أحجام المركبات لتناسب مجموعة متنوعة من الميزانيات ومتطلبات المساحة، وبعضها تقدم أيضًا مركبات متخصصة لتناسب موقعها مثل السيارات المكشوفة أو موديلات السيارات الهجينة / الكهربائية أو سيارات الدفع الرباعي وعربات الركاب. في المطارات الرئيسية أو في المدن الكبرى، تقدم بعض وكالات تأجير السيارات المستقلة سيارات راقية للإيجار. تقدم بعض الشركات المتخصصة سيارات قديمة بأسعار مخفضة.
للسماح بتصنيف موحد ومقارنة سهلة لأسعار تأجير السيارات، قامت جمعية أنظمة ومعايير صناعة تأجير السيارات (ACRISS) بتطوير نظام ترميز أكواد تصنيف سيارات ACRISS. يصف هذا الحجم وعدد الأبواب ونوع علبة التروس (يدوي / أوتوماتيكي) وما إذا كانت السيارة مكيفة، ومشفرة في أربعة أحرف. يمثل الحرف الأول في رمز Acriss  التصنيف العام للسيارة (على سبيل المثال مصغرة، اقتصادية، مدمجة إلخ.). يحدد الحرف الثاني نوع السيارة المعروضة (مثل 4 Door ، وEstate ، وConvertible ، وSUV ، إلخ.). يستخدم الحرف الثالث عمومًا لتحديد نوع ناقل الحركة، على الرغم من أنه يمكن استخدامه أيضًا لوصف عدد العجلات التي تقود السيارة، ويصف الحرف الرابع نوع الوقود وما إذا كانت السيارة بها تكييف هواء أم لا.
كما قامت الجمعية البلجيكية لتأجير السيارات بوضع تصنيفات إضافية على أساس عدد المقاعد وحجم الأمتعة من أجل توفير نظام موحد لتقييم أنواع السيارات في أنظمة الحجز عبر الإنترنت وأنظمة التوزيع العالمية لشركات الطيران.

## شروط الإيجار
تخضع وكالة تأجير السيارات للعديد من الشروط التي تختلف من بلد إلى آخر ومن شركة إلى أخرى. وعموماً يجب إعادة السيارة في حالتها التي استؤجرت عليها، ويجب ألا تتجاوز قيود المسافة المقطوعة وإلا فقد يتم اضافة رسوم إضافية.
تحدد بعض الشركات الحد الأدنى و/ أو الحد الأقصى لعمر الإيجار لأسباب تأمينية. في بعض الحالات، يمكن أن يصل الحد الأدنى لسن التأجير إلى 25 سنة (عمر المستأجر)، حتى في البلدان التي يكون فيها الحد الأدنى للسن القانوني للحصول على رخصة القيادة أقل بكثير، على سبيل المثال  الاشخاص بعمر 14، 15، 16 أو 17 سنة  في الولايات المتحدة. من المألوف أن تكون هناك رسوم إضافية للسائقين الشباب الذين تقل أعمارهم عن 25 عامًا.
في جميع الحالات، يلزم الحصول على رخصة قيادة سارية لاستئجار سيارة، وتطلب بعض البلدان الحصول على رخصة قيادة دولية (IDP).
تتطلب غالبية شركات تأجير السيارات استخدام بطاقة ائتمان لفرض رسوم إضافية في حالة العثور على عيب في السيارة عند عودتها أو رسوم الطرق أو غرامات السيارات أو الوقود المفقود. بدلاً من بطاقة الائتمان، تطلب بعض الشركات إيداع نقدي كبير( تأمين مالي ). تسمح بعض الشركات ببطاقة سحب آلي للودائع، عادةً مع دليل على تذكرة سفر ذهابًا وإيابًا، مثل شركة طيران أو حافلة أو تذكرة قطار.

## التأمين / التنازلات
على الرغم من أنه لم يذكر ذلك صراحةً، فإن شركات تأجير السيارات الأمريكية مطلوبة بموجب قانون الولاية المعني بتوفير الحد الأدنى من تغطية المسؤولية، باستثناء كاليفورنيا وأريزونا، حيث يكون السائق هو المسؤول الوحيد.  حيث يغطي هذا التكاليف طرف ثالث في حالة وقوع حادث.
في معظم الدول، من غير القانوني قيادة السيارة دون تغطية المسؤولية. تحتفظ شركات تأجير السيارات بتأمين من المسؤولية على سياراتها؛ ومع ذلك، تقوم بعض الشركات بفرض رسوم على ذلك، إذا لم تُوفر التأمين الخاص بك. كمثال، في ولاية ماريلاند، الحد الأدنى من تغطية المسؤولية هو ( 20000 ) $  دولار للإصابة الجسدية و(15000) $ دولار لأضرار الممتلكات. [بحاجة لمصدر]
من المعتاد، عند استئجار سيارة، أن يتم تقديم أشكال مختلفة من التأمين التكميلي و/ أو إعفاءات الضرر كإضافة اختيارية بتكلفة إضافية. هناك عدة أنواع من التغطية:
- خسارة الأضرار الناجمة عن الخسائر (LDW) - تغطي تكلفة الأضرار التي لحقت بالمركبة المستأجرة، حتى القيمة الكاملة للمركبة، في حالة وقوع حادث. عادة ما يغطي برنامج LDW 100% من التكاليف دون رسوم إضافية قابلة للخصم. لاحظ أن تغطية LDW / CDW ليست تأمينًا ولا تقدم نفس منتج التغطية الذي توفره بوليصة التأمين ضد التلف.
- التنازل عن أضرار الاصطدام (CDW) - يغطي بشكل عام تكاليف الأضرار الناجمة عن حادث متحرك. كما يوحي الاسم، غالبًا ما لا يتم تغطية الضرر غير القائم على التصادم. في كثير من الحالات، في حالة وقوع حادث، يتم تطبيق رسوم أوغرامة .
- تأمين المسؤولية الإضافية (SLI) - منتج يباع غالبًا في الولايات المتحدة والذي يوفر تغطية في حالة وقوع حادث يتسبب في إصابة جسدية أو تلف الممتلكات لشخص آخر غير المستأجر والركاب.
- التأمين ضد الحوادث الشخصية (PAI) - يغطي التكاليف الطبية والوفاة العرضية للمستأجر والركاب في حالة وقوع حادث خلال  فترة الإيجار.
- تغطية الأمتعة الشخصية (PEC) - يؤمن ضد خطر فقدان أو تلف الممتلكات الشخصية للمستأجر (وأحيانًا أفراد عائلة المستأجر في أثناء السفر مع المستأجر) خلال مدّة الإيجار.
- التأمين الزائد - غالبًا ما يتم تضمين الإعفاء من أضرار التصادم، والسرقة وتغطية مسؤولية الطرف الثالث في أسعار تأجير السيارات في أوروبا وأفريقيا وأستراليا. دائمًا ما يكون هناك فائض في هذه (يشار إليها أيضًا باسم Super CDW أو عدم التنازل أو الخصم)، التي تنطوي على مبلغ من المال يجب على العملاء دفعه في حالة حدوث ضرر، لثني السائقين عن تقديم مطالبات صغيرة. عادة ما ينتج عن الزيادة الزائدة انخفاض تكلفة التأمين المسبق للعملاء، ولكن إذا حدث ضرر يكلف أقل من الفائض في الإصلاح، فلن يكون هناك حافز كبير للعملاء للمطالبة، مما يفيد شركة التأمين. التأمين الزائد (المعروف أيضًا باسم التخفيض الزائد، أو الإعفاء من المسؤولية عن الضرر) هو تأمين ثانوي يغطي تكلفة هذا الفائض في حالة المطالبة. تقدم شركات تأجير السيارات في أوروبا وأمريكا الجنوبية وأستراليا بشكل عام هذا الغطاء كتأمين ثانوي اختياري ، على الرغم من أن شركات التأمين التابعة لجهات خارجية تبيع أيضًا تغطية فائضة للسيارات المستأجرة، والتي قد توفر حماية أكبر من التغطية القياسية.[9][10]

في الولايات المتحدة، يمكن تنظيم بيع منتجات التأمين / التنازل التكميلية هذا من قبل قسم التأمين في كل ولاية، وقد تطلب شركة التأجير ترخيصًا محدودًا خاصًا لبيعها. يمكن أن تختلف التغطية المحددة المقدمة اختلافًا كبيرًا، اعتمادًا على الدولة أو الدولة التي يتم فيها استئجار السيارة.

## أنظر أيضاً
- وكالة سيارات

## ملاحظة
- هاريس سوندرز، أعلى أم لأسفل؟: أصل وتطوير صناعة تأجير السيارات والشاحنات وتأجيرها - منذ عام 1916 ، 1985